# Félix, fils de Pauline
 (mai 2021).
Félix, fils de Pauline est un roman de Frédérique Hébrard paru en 1992 aux Éditions Flammarion.
Félix Louis Mazauric est instituteur, spéléologue et conservateur des musées archéologiques et monuments romains de la ville de Nîmes, à ce dernier poste de 1906 à sa mort.

## Résumé
Félix Mazauric est le grand-père maternel de l'auteure, qu'elle n'a pas connu. C'est néanmoins son histoire qu'elle nous raconte dans ce roman biographique mais également historique puisqu'il nous conduit des débuts, ou presque, de la troisième République, en 1883, au bout de la Grande Guerre en 1919, de la fin d'un siècle au commencement du XXe siècle. C'est au cœur même des Cévennes, au pied du mont Aigoual, à Valleraugue, à proximité de Nîmes et d'Anduze où sont nés Lucie Mazauric et André Chamson, les parents de Frédérique Hébrard, que se déroule cette chronique familiale. Jean, le père de Félix, est tailleur de métier tandis que Pauline, sa mère, exerce celui de fileuse. Félix se marie avec Jeannette Hebrard, nom de famille que prend la narratrice comme pseudonyme en littérature.

## Distinctions
Avec cet ouvrage, Frédérique Hébrard reçoit le prix Mémoire d'Oc et le prix du Cabri d'or de l'Académie cévenole en 1993.

## Généalogie
Pauline Bourgade, née le 23 novembre 1843 à Valleraugue dans le Gard, est la fille de Maurice Bourgade (1816-?) et de Pauline Pelet (1825-1856). Elle se marie le 5 octobre 1861 avec Jean Mazauric (1840-?) et ont Félix (1868-1919), comme enfant, marié le 11 décembre 1897 à Anduze, avec Jeanne Juliette Hébrard, dite Jeannette [1877-?).

## Éditions
- Éditions Flammarion, Paris, 1992, 199 p.  (ISBN 2-08-066703-3)[5]
- Éditions le Grand livre du mois, Paris, 1992, 199 p.[6]
- Éditions France loisirs, Paris, 1993, 199 p.  (ISBN 2-7242-7143-2)[7]
- Éditions J'ai lu, Paris, 1993, 187 p.  (ISBN 2-277-23531-8)[8]
- Éditions de la Seine, Paris, 1994, 199 p.  (ISBN 2-7382-0708-1)[9]